# Linquan (sockenhuvudort i Kina, Jiangxi Sheng, lat 29,46, long 115,73)
Linquan är en sockenhuvudort i Kina. Den ligger i provinsen Jiangxi, i den sydöstra delen av landet, omkring 88 kilometer norr om provinshuvudstaden Nanchang. Antalet invånare är 6 429. Befolkningen består av 3 133 kvinnor och 3 296 män. Barn under 15 år utgör 23,0 %, vuxna 15-64 år 67 %, och äldre över 65 år 9,0 %.
Runt Linquan är det ganska tätbefolkat, med 222 invånare per kvadratkilometer. Närmaste större samhälle är Minshan, 5,4 km norr om Linquan. I omgivningarna runt Linquan växer huvudsakligen savannskog.
Genomsnittlig årsnederbörd är 2 141 millimeter. Den regnigaste månaden är maj, med i genomsnitt 334 mm nederbörd, och den torraste är januari, med 59 mm nederbörd.